# Природоохоронні території Австрії
Природоохоронна територія за визначенням Міжнародного союзу охорони природи (МСОП) — це територія, яка законодавчо призначена для захисту і підтримки її біологічної різноманітності, природних та культурних ресурсів. До категорій охоронних територій МСОП входять: заповідник суворого режиму, національний парк, пам'ятка природи, заказник, ландшафтна охоронна територія чи узбережжя, заповідна територія зі сталим використанням природних ресурсів. На території Австрії існують всі види природоохоронних територій. Загалом 100 464 га, що становить близько 8% території країни, знаходяться під охороною. 

## Категорії природоохоронних територій
В Австрії існує 14 різних типів природоохоронних територій з різним ступенем захисту. Деякі типи існують в однієї чи кількох федеральних землях. 
Категорії природоохоронних територій, які існують лише в окремих федеральних землях Австрії: 
- Природа, що охороняється  (Бургенланд)
- Охоронна зона відповідно до права судноплавства (Бургенланд)
- Зона захисту рослин (Зальцбург, Форарльберг)
- Заповідник місцевого значення  (Зальцбург)
- Заповідний біотоп (Відень)
- Зона екологічного розвитку  (Відень)
- Зона спеціального захисту  (Зальцбург, Тіроль)
- Тихий район (Тіроль)
- Тиха зона (Зальцбург, Форарльберг)
- Місцевий заповідник  (Форарльберг)
- Охоронна територія (Штирія)

## Національні парки

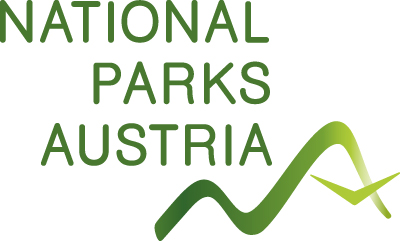
Логотип національних парків Австрії

Перші плани створення національного парку сягають 1915-1918 років, однак проєкт Національного парку Високий Тауерн наприкінці 1930-х років зазнав невдачі через війну. У 1971 році федеральні землі Зальцбург, Тіроль і Каринтія вирішили створити спільний національний парк. Це ініціювало подібні плани інших частинах Австрії.  За період 1981-2002 роки було відкрито 6 парків, визнаних МСОП.  Головна організація національних парків країни називається "Національні парки Австрії". 
Національні парки Австрії  на 50% фінансуються  федеральним урядом і відповідною федеральною землею або федеральними землями (у випадку транснаціональних національних парків). Загалом в національних парках працюють близько 300 робітників. Національні парки  є одним із найважливіших секторів туризму в Австрії, з 400 000 відвідувачів на рік. 

### Список національних парків
| Фото | Назва                            | Розташування                                 | Примітки | Площа     | Рік створення |
| ---- | -------------------------------- | -------------------------------------------- | --- | --------- | ------------- |
|      | Національний парк Високий Тауерн | Зальцбург, Тіроль, Каринтія Місцезнаходження | у 1981 році на території Каринтії створено парк на 42 000 га, з 1983 року в Зальцбурзі - 80 500 га, з 1992 року в Тіролі - 61 100 га Основна зона МСОП II, буферна зона: V | 1.856 км² | 1981          |
| 1    | Нойзідлер-Зеевінкель             | Бургенланд Місцезнаходження                  | Має територію разом з Угорщиною (національний парк Фертьйо-Ханшаг) | 97 км²    | 1993          |
| 1    | Донау–Ауен                       | Нижня Австрія, Відень Місцезнаходження       | Один з природних куточків Центральної Європи, де зберігається незаймана біосфера річкових заплав.                                                                          | 93 км²    | 1996          |
| 1    | Калькальпен                      | Верхня Австрія Місцезнаходження              | Основна зона МСОП II, буферні зони МСОП V | 208 км²   | 1997          |
| 1    | Таяталь                          | Нижня Австрія Місцезнаходження               | | 13 км²    | 2000          |
| 1    | Ґезойзе                          | Штирія Місцезнаходження                      | f1 | 111 км²   | 2002          |

## Зона дикої природи в Австрії

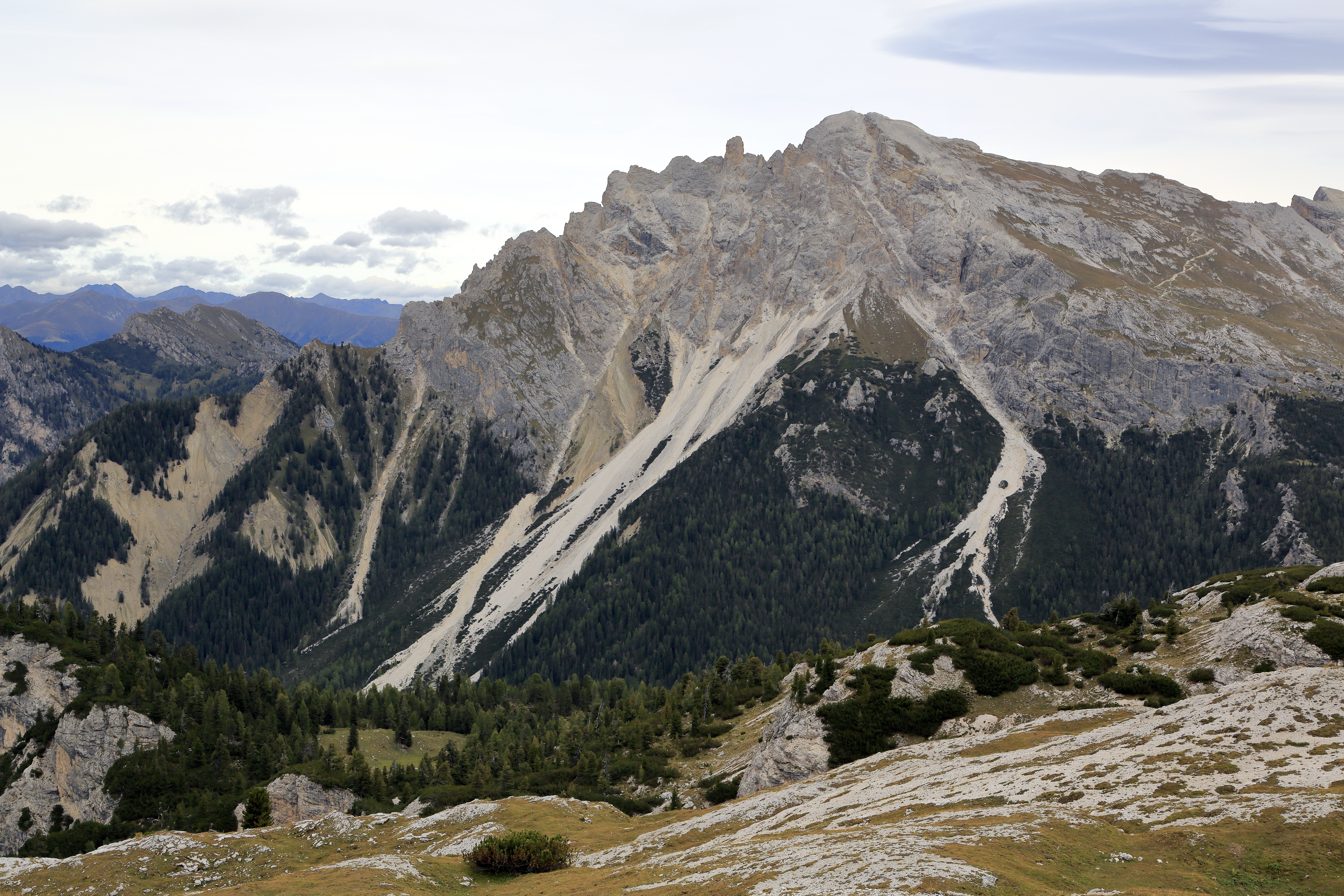
Вид на гору Гросфенедігер у зоні дикої природи Дюрренштайн-Лассінталь

Зона дикої природи Дюрренштайн-Лассінталь, що розташовано на кордоні Нижній Австрії з Штирією, вважається найбільшим недоторканим буковим лісом в Альпах, який розвивався абсолютно безперешкодно упродовж 500 років.  У липні 2017 року територію дикої природи Дюрренштайн-Лассінталь було оголошено ЮНЕСКО об’єктом Всесвітньої спадщини.   Зона дикої природи Дюрренштайн – Лассінгталь включає як території, які використовуються для наукових досліджень (категорія 1a МСОП), так і частини, які керуються територіями дикої природи (категорія 1b МСОП). Зона дикої природи  має площу близько 17 км²  . Дюрренштайн-Лассінталь окрім букових лісів, має альпійські луки і скелясті гірські ділянки.  Люди мають доступ лише в рамках тематичних походів з гідом, а також на позначених пішохідних стежках. 
Другим об'єктом цієї групи є зона дикої природи Зульцбахтелер, що розташована в Національному парку Високий Тауерн. Територія має загальну площу 6728 гектарів. Категорію 1b МСОП (зона дикої природи) територія отримала у 2017 році. Охоронна територія Зульцбахтелер включає долини Унтерзульцбахталь і Оберзульцбахталь (60% території), що утворені льодовиком. Найвища точка — Гросфенедігер має висоту 3657 м.

## Біосферні заповідники
В Австрії існує чотири біосферні заповідники, визнані ЮНЕСКО програмою «Людина і біосфера» (MAБ). Біосферні парки розташовані  у федеральних землях  Форарльберг і Каринтія.  Спочатку в Австрії було визначено сім біосферних заповідників площею близько 3000 км², що становило 3,5% площі країни. З 2014 року статус трьох біосферних заповідників було скасовано.  Цілями біосферних заповідників є захист біологічного різноманіття, розвиток сталого землекористування та дослідження та екологічний моніторинг.
| Назва                                                    | Розташування          | Площа                                                               | Висота над рівнем моря,м | Рік створення    | Статус                                                             | Додаткова інформація |
| -------------------------------------------------------- | --------------------- | ------------------------------------------------------------------- | ------------------------ | ---------------- | ------------------------------------------------------------------ | --- |
| Гросс-Вальзерталь                                        | Форарльберг           | 19 200 га, з них Буферна зона: 2824 га Перехідна зона: 12 366 га    | 580-2704                 | 2000 рік         | Регіональний розвиток (PE: 3400)                                   | Територія з шістьма поселеннями є яскравим прикладом живого культурного ландшафту, де з 13-го століття була розроблена система високопристосованого гірського землеробства, пасовищ та екстенсивного лісництва.                                                                                     |
| Вінервальд                                               | Нижня Австрія, Відень | 105 004 га, з них Буферна зона: 29 060 га Перехідна зона: 70,531 га | 160 – 893                | 2005 рік         | Охорона природи, сталий розвиток (PE: приблизно 750 000)           | Охоплює хвилястий ландшафт на території між Північними Альпами та Паннонським басейном, на захід від міста Відень. На східних схилах Вінервальда є зона геологічного розриву з гарячими джерелами та морськими терасами давнішнього моря.                                                           |
| Зальцбурзький Лунгау та прилеглий Каринтійський Нокберге | Каринтія, Зальцбург   | 148 914 га, з них Буферна зона: 48 894 га Перехідна зона: 86 578 га | 300 – 3000               | Липень 2012 року | Охорона природи, туризм, сталий регіональний розвиток (PE: 26 000) | Ландшафт на висоті від 600 м до 3000 м над рівнем моря охоплює типові екосистеми Центральних Альп, такі як гірські луки та болота з великим біорізноманіттям. Люди тисячоліттями отримували прибуток від цього біорізноманіття, наразі переважно у формі екотуризму.                                |
| Нижня долина Мури                                        | Штирія                | 13 180 га, з них Буферна зона: 1891 га Перехідна зона: 11 089 га    | близько 210 метрів       | 2019 рік         | Охорона природи, туризм та сталий регіональний розвиток            | Ця територія є другим за величиною алювіальним лісом Австрії. Входить до транскордонного біосферного заповідника ЮНЕСКО «Мура-Драва-Дунай», що простягається через Хорватію, Сербію, Словенію, Угорщину та Австрії та є найбільшою річковою охоронною територією Європи протяжністю 700 кілометрів. |

## Заповідники

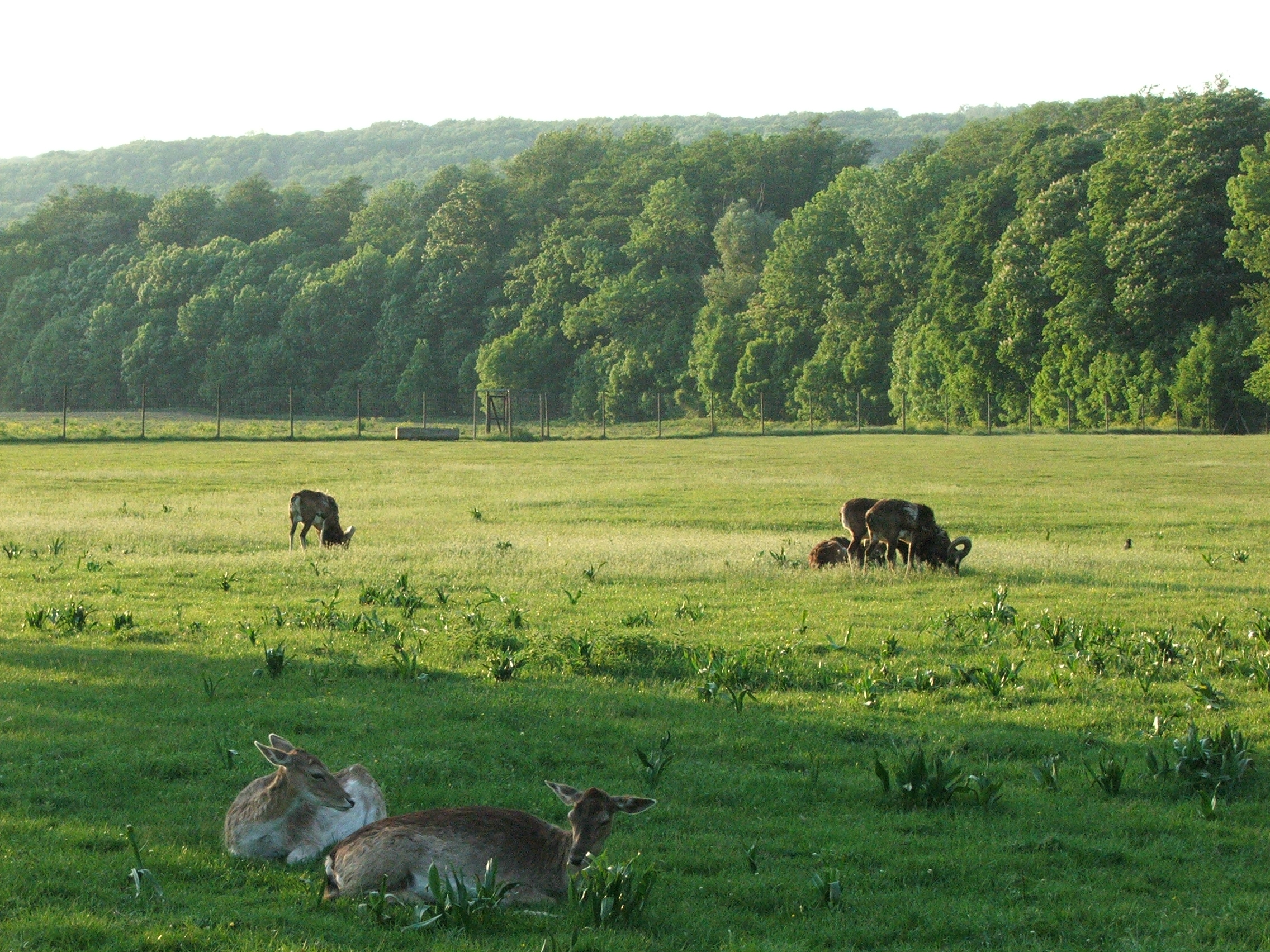
У заповіднику Лайнцер Тіргартен

Природний заповідник в Австрії є формою охоронної території природи на державному рівні. Заповідники зустрічаються у всіх федеральних землях. В Австрії станом на січень 2022 року всього понад 480 заповідників, що становить приблизно 4% території країни. 
| Федеративна земля | Кількість | Площа  | % від території землі |
| ----------------- | --------- | ------ | --------------------- |
| Бургенланд        | 28        |        |                       |
| Каринтія          | 40        |        |                       |
| Нижня Австрія     | 68        | 133,00 | 0,7                   |
| Верхня Австрія    | 109       |        | 2.1                   |
| Зальцбург         | 28        | 367,48 | 5.1                   |
| Штирія            | 133       |        |                       |
| Тіроль            | 24        | 755    | 5.9                   |
| Форарльберг       | 26        |        |                       |
| Відень            | 2         | 43.51  | 10.5                  |

## Ландшафтна охоронна територія
Ландшафтна охоронна територія  — це категорія охоронної території Закону про охорону природи в Австрії та Німеччині. На відміну від заповідників, заповідні зони охорони ландшафту мають менше умов і обмежень щодо використання. Зони охорони ландшафту можуть бути використовуватися для туризму та відпочинку. Ландшафтні заповідники, як правило, відповідають категорії V (Заповідний ландшафт), що охороняється Міжнародним союзом охорони природи та природних ресурсів. 
Загальна кількість природоохоронних ландшафтів у 2017 році в Австрії налічувалась  258 об'єкта, загальною площею 15,5% федеральної території.  За площею охоронні ландшафти є найпоширенішими категоріями охорони в Австрії. 
| Федеральна земля | Кількість | Площа                          |
| ---------------- | --------- | ------------------------------ |
| Бургенланді      | 8         |                                |
| Верхній Австрія  | 17        |                                |
| Відень           | 9         | близько 18% площі міста.       |
| Зальцбург        | 53        |                                |
| Каринтія         | 76        | 353,54 км², що відповідає 3,7% |
| Нижній Австрія   | 74        | 146,00км²                      |
| Тіроль           | 17        |                                |
| Форарльберг      | 3         |                                |
| Штирія           | 36        |                                |

## Природні парки

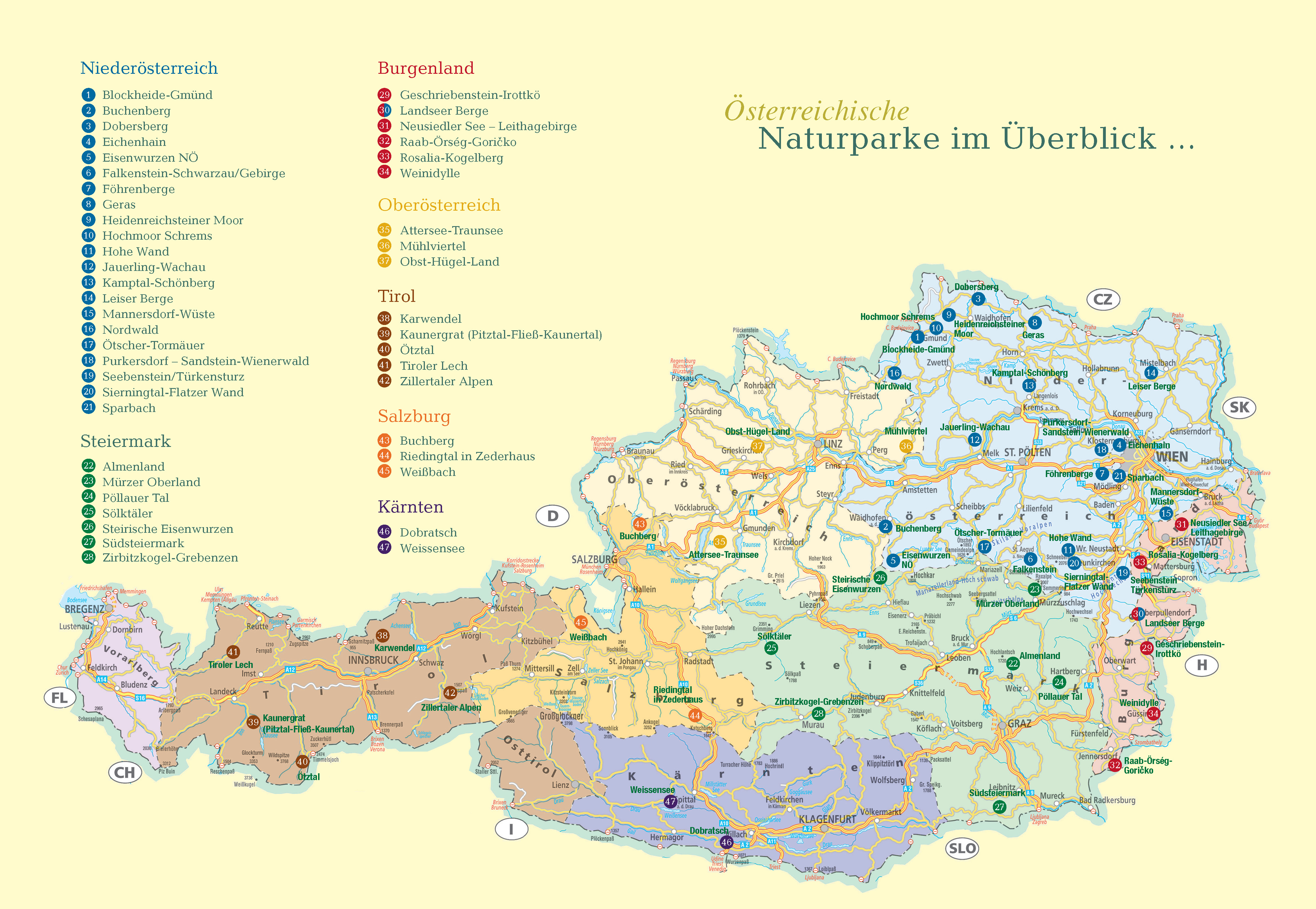
Карта природних парків Австрії (станом на 2014 рік) (нім)

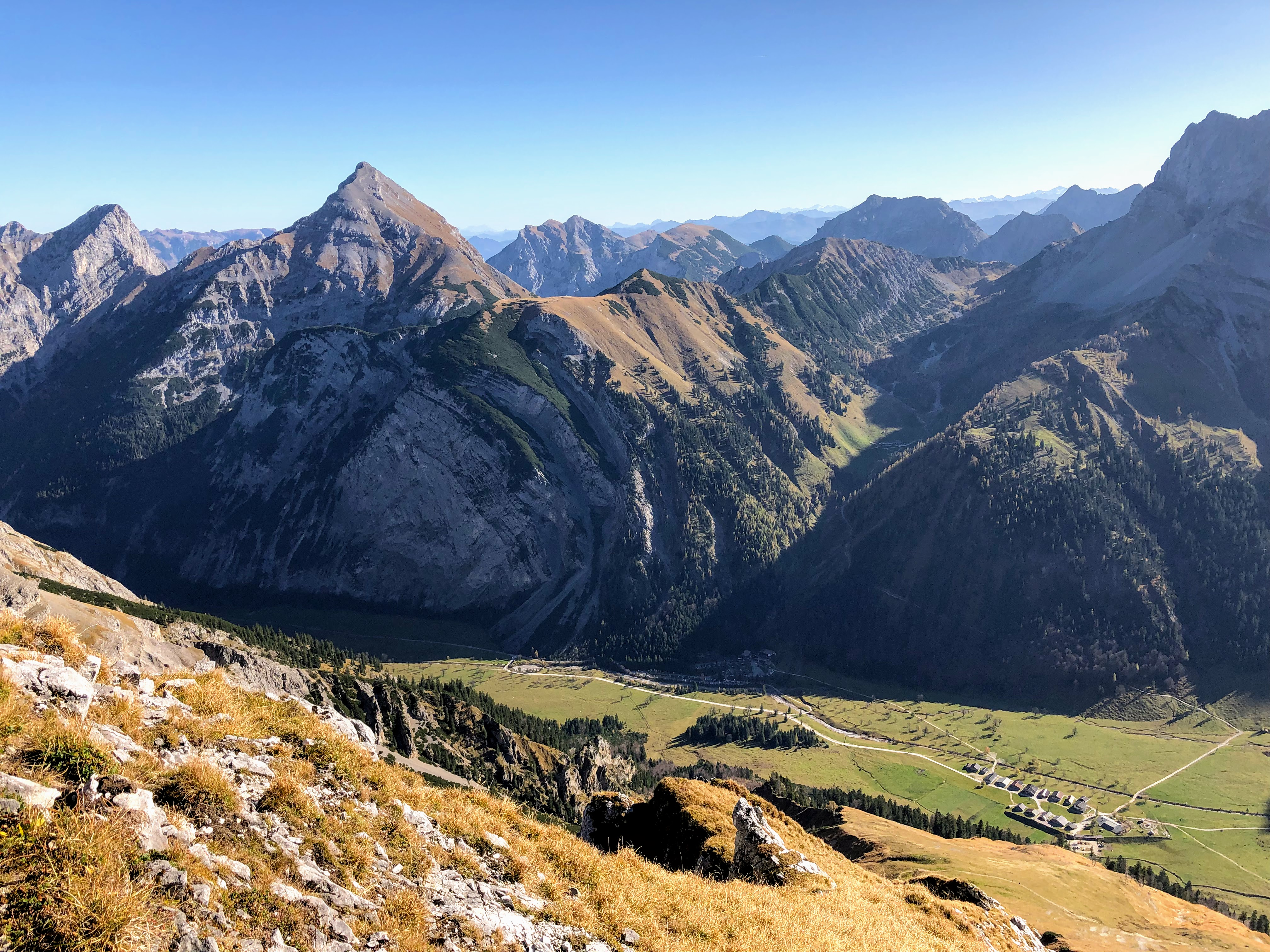
Природний парк Карвендель

Територія Австрії має 50 природних парка, площею 4390, що складає 5.2% території країни.  Природний парк Карвендель у Північних Вапнякових Альпах є найбільшим природним парком Австрії площею 727 км². Найменшим є природний парк Фалькенштейн розташований на півдні Нижньої Австрії, що займає трохи менше 0,17 км².
| Федеральна земля | Кількість природних парків |
| ---------------- | -------------------------- |
| Бургенланді      | 6                          |
| Верхній Австрія  | 4                          |
| Відень           | 9                          |
| Зальцбург        | 3                          |
| Каринтія         | 2                          |
| Нижній Австрія   | 23                         |
| Тіроль           | 5                          |
| Форарльберг      | 1                          |
| Штирія           | 7                          |

## Natura 2000
Станом на січень 2022 року  Європейська мережа охоронних ділянок Natura 2000 в Австрії мала 350 територій,  281 з яких юридично визначені як європейські охоронні території. Їх проща становить 15.6% території країни.

## Дивись також
- Національні парки Австрії
- Природні парки Австрії (нім)